# Тавасиев, Ростан Ростанович
Ростан Ростанович Тавасиев (род. 19 марта 1976, Москва) — российский художник. Работает в жанре живописи, графики и инсталляции. Известен работами с использованием мягких игрушек, созданных в авторской технике «бегемотопись». Активно развивает концепцию игрового искусства.

## Биография
В 1998 окончил Профессиональный Лицей декоративно-прикладного искусства № 332 им. Карла Фаберже по специальности ювелир широкого профиля. В 2000 поступил в Московский Государственный Художественно-промышленный Университет им. Строганова на кафедру графического дизайна. В 2002 году окончил курс «Новые художественные стратегии» Института проблем современного искусства.
С 2004 по 2012 год сотрудничал с галереей «Айдан». С 2013 года сотрудничает с Anna Nova Gallery. В 2006 и 2013 годах входил в шорт-лист премии «Инновация». В 2017, 2018 годах вошел в Российский инвестиционный художественный рейтинг 49ART, представляющий выдающихся современных художников в возрасте до 50 лет.  С 2023 года сотрудничает с SISTEMA GALLERY. Работы хранятся в собраниях Государственной Третьяковской галереи, Государственного центра современного искусства (Москва), Мультимедиа Арт Музея (Москва), Московского музея современного искусства, Музея современного искусства «Art4.ru» (Москва) и др.
Участник более 40 персональных и групповых выставок в России, Италии, Франции, Германии, Англии и США.
Живет и работает в Москве. Внук осетинского советского скульптора Сосланбека Тавасиева, сын и тезка советского текстильного дизайнера Ростана Сосланбековича Тавасиева (1938—2006).

## Описание художественной практики
В искусстве Тавасиева часто возникают модные, волнующие, актуальные темы, — и задолго до того, как становятся общим местом социально-ориентированной художественной критики. Его персонажи иллюстрируют собой формы иерархии и социальные повадки, существующие в биологических структурах и нечеловеческих сообществах. Он способен говорить о важных вещах с кажущейся несерьезностью и в то же время по-настоящему, — таково одно из главных отличительных свойств художника.

### Бегемотопись
Бегемотопись — основанная на феномене игры техника живописи, главный инструмент которой мягкая игрушка. Игрушка заменяет собой кисть, мастихин, валик и даже аэрограф, а после завершения картины мягкая игрушка становится частью полотна. Бегемотопись была впервые представлена Ростаном Тавасиевым публике в 2011 в галерее Айдан. В 2012 году несколько полотен, созданных методом бегемотописи демонстрировались в экспозиции «Монументы и документы» Государственной Третьяковской галереи. Кроме того, она была представлена на выставках в Грозном, Лондоне, Москве, Петербурге, Екатеринбурге, Томске и Красноярске.
Первый эскиз абстрактной картины, написанной мягкой игрушкой сделан мной в Париже, на Рю отель де Виль. С тех пор я думал. Рисовал эскизы и снова думал. И вот наконец поздней, дождливой осенью прошлого года, находясь на даче в Абрамцево я перестал думать, взял зайца, окунул его в краску и провел по холсту. То что я увидел показалось мне любопытным. Остановленное время, застывшее движение, вроде как и абстрактная живопись, но если оставить игрушку на холсте, то вот он и вполне себе фигуративный персонаж, навсегда прилипший к холсту между прошлым и будущим, как мезозойский комарик, застывший в куске янтаря. При чем этот персонаж сам еще и немного автор картины.

### «все сложно…»
Проект «все сложно…» (2013) посвящен художественным произведениям, которые сами могут создавать объекты искусства. Своим названием проект обязан всем известном статусу из социальных сетей. Экспозиция состояла из «произведений искусства, наделенных сознанием»: это восемь скульптур, у которых есть имена — такие, как «Пурпурный Там», «Шаровая Молния», «Полная Мысль», — и даже аккаунты в социальных сетях, где они общаются со зрителями и высказываются о жизни, современном искусстве и собственном предназначении. Это игрушки, которые стремятся жить собственной и отдельной от художника жизнью. Объекты искусства, которые были наделены собственным интеллектом. Проект был представлен в Anna Nova Gallery и Мультимедиа Арт Музее.

### «Капля креацина»
Продолжая тему искусственных объектов, которые обладают интеллектом, Ростан обращается к феномену научной фантастики, который был активно репрезентирован в литературе и кино, но редко демонстрировался в области визуального искусства. Итогом синтеза научной фантастики и визуального искусства становится проект «Капля креацина» (2017), который стилизуется под формат фикшн-сериала и описывает жизнь художественного рынка в далеком будущем, когда объекты искусства стали обладать собственным интеллектом, а рынок вышел за пределы космического и межпланетного масштаба. Главный герой этого сериала, художник Без названия, изначально был частью скульптурной группы. Именно он один из первых начал создавать небольшие звезды, туманности и другие космические объекты.
В этом фантастическом мире будущего, который нам предлагает увидеть Ростан, космическое искусство производится и продается по своим законам. Например, художник Без названия придумывает целые звездные орбиты для Гартецинанской биеннале — главной выставки Вселенной. Или по просьбе одного влиятельного героя создает из умирающей звезды портрет его достопочтенной матушки, что практически невозможно сделать из-за постоянного движения и трансформации звездной материи.

Проект «Капля креацина» становится не только размышлением о том, каким возможно искусство будущего, но и ставит вопрос о сущности произведения искусства и искусственного интеллекта, меняя оптику субъектно-объектной парадигме (что он уже делал в проекте «все сложно…»). Вот, например, отрывок из сериала, представляющий диалог между кибержурналисткой и художником Без названия: 
- Каково это — быть искусством и создавать искусство? Что вы чувствуете?
— Вы сможете понять, если сами станете произведением искусства.
— А это возможно? Мне бы очень хотелось!

— Давайте попробуем! 
Проекту «Капля креацина» была посвящена аналитическая статья в журнале «Искусство кино», выпуск которого был сфокусирован на сериалах. Также проект был удостоен приза прессы на XVI Международном Канском фестивале.

### Проектирование планетарных туманностей
На данный момент художник активно занимается разработкой концепции космического искусства. Ростан продолжает художественные практики своего персонажа, художника Без названия, пытаясь создать космическое искусства. В этом ему помогают ученые — астрофизики и исследователи космоса, с которым Ростан вступает в коллаборацию, чтобы понять как можно расширить границы искусства до вселенских масштабов. При этом материалом для создания подобного искусства станут реальные космические объекты явления: звезды, астероиды, северное сияние, планетарные туманности и др.
Сейчас Ростан активно работает над художественным проектированием планетарных туманностей. В феврале 2021 года он презентовал восемь проектов планетарных туманностей в галерее Anna Nova. Планетарная туманность — астрономический объект, представляющий собой оболочку ионизированного газа вокруг центральной звезды.
Объекты визуализированы в рисунках и живописных работах, фотоотпечатках, объемных эскизных макетах и трехмерной анимации. Не порывая с серьезностью русских космистов, но отвергая уже не вполне актуальный сегодня антропоцентризм, художник выбирает моделью для космических скульптур легко узнаваемый образ зайца.

## Избранные персональные выставки
- 2023 Планетарные туманности. SISTEMA GALLERY, Москва, Россия.
- 2023 Астероиды и кометы. SISTEMA GALLERY, Москва, Россия.
- 2021 Планетарные туманности, Anna Nova Gallery, Санкт-Петербург, Россия.
- 2020 Проектирование планетарных туманностей, галерея «Электрозавод», Москва, Россия
- 2019 Стригино 3. Международный аэропорт Стригино, Нижний Новгород, Россия=
- 2018 Бегемотопись. UVG Art Gallery. Электрозавод", Будапешт, Венгрия
- 2017 Капля креацина, Anna Nova Gallery, Санкт-Петербург, Россия.
- 2013 Все сложно". Мультимедиа Арт Музей, Москва, Россия.[7]
- 2013 Все сложно". Anna Nova Gallery, Санкт-Петербург, Россия.
- 2012 Бегемотопись Ростана Тавасиева. Красноярский музейный центр, Красноярск, Россия.
- 2011 Постлосизм в бегемотописи[8]. Айдан галерея, Москва, Россия.
- 2010 НА ДНЕ 3D. Фонд Е. Березкиной ЭРА, Москва, Россия.
- 2009 Milky Way, Айдан галерея, Москва, Россия.
- 2007 Новый героизм, Galerie Rabouan-Moussion, Париж, Франция.
- 2006 Баловство, Айдан галерея, Москва, Россия.
- 2005 Синтепо, Айдан галерея, Москва, Россия.
- 2004 Стенка, ГТГ, Москва, Россия.
- 2003 Свинтус, Галерея Лизы П., Москва, Россия.
- 2003 Через тернии к звездам, Галерея С-арт, Москва, Россия.
- 2003 Старение мечты, Проект ОГИ, Москва, Россия.

## Избранные групповые выставки
2020 «Поколение XXI. Дар Владимира Смирнова и Константина Сорокина», Государственная Третьяковская галерея, Москва, Россия
2020 «Русская сказка. От Васнецова до сих пор», Государственная Третьяковская галерея, Москва, Россия
2016 «… после гламура», KUNST IM TUNNEL, Дюссельдорф, Германия
2016 «Пазл Пьера Броше», Мультимедиа Арт Музей, Москва, Россия
2015 «Надо возделывать наш сад», галерея Anna Nova, Санкт-Петербург, Россия
2014 «Инновация», ЦУМ, Москва, Россия
2013 «ГОСЗАКАЗ», ЦСИ Винзавод, Москва, Россия
2013 «Сны для тех, кто бодрствует», Московский Музей Современного Искусства, Москва, Россия
2012 «Монументы и документ», Постоянная экспозиция отдела новейших течений, Государственная Третьяковская галерея, Москва, Россия
2011 «SVOBODA», Spazio Carbonesi, Болонья, Италия
2011 «В глубине». IX Международная Красноярская биеннале, Красноярск, Россия
2010 «Строгановка. Расширяя границы…», Биеннале Молодого Современного Искусства «Стой! Кто идет?», Москва, Россия
2010 «Imperfetto», Spazio Carbonesi, Болонья, Италия
2009 «Вторжение: Отторжение», BAIBAKOV ART PROJECTS, Москва, Россия
2009 «Не Игрушки», Государственная Третьяковская галерея, 3-я Московская Биеннале Современного Искусства, Москва, Россия
2009 «Russian Dreams», Bass Museum of Art, Майами, США
2008 «Российское искусство: парадоксы истории», Национальная Академия Искусств, София, Болгария
2008 «Смех и смерть. Laughterlife», галерея Paradise Row, Лондон, Великобритания
2007 «СоцАрт», Фонд Maison Rouge, Париж, Франция
2007 Азиопа. В рамках второй московской биеннале современного искусства, специальный проект, Москва, Россия
2007 Gulf Art Fair, Дубай, Эмираты
2006 FIAC 06. Париж, Франция
2005 Русский Поп Арт, Государственная Третьяковская галерея, Москва, Россия
2005 Диалектика надежды, Основной проект первой Московской биеннале современного искусства, Москва, Россия
2004 FIAC 2004, Париж, Франция
2003 Новый обратный отсчёт. Цифровая Россия с SONY. CHA. Москва, Россия
2003 Иллюстрированная Конституция России, Московский музей современного искусства. Москва, Россия

## Находится в собраниях
- Государственная Третьяковская Галерея. Москва
- Мультимедиа Арт Музей. Москва
- Государственный Центр современного искусства. Москва
- Московский музей современного искусства. Москва
- Музей АРТ4, Москва.
- Томский областной художественный музей. Томск
- Фонд Е. Березкиной ЭРА. Москва
- Фонд «Екатерина». Москва